# Campionati europei di canoa/kayak sprint 2020
I Campionati europei di canoa/kayak sprint 2020 sarebbero dovuti essere la 31ª edizione della manifestazione. Si sarebbero dovuti svolgere a Bascov, in Romania, dal 4 al 7 giugno 2020.
I campionati erano stati inizialmente rimandati a causa della pandemia di COVID-19 dal 15 al 18 ottobre dello stesso anno, ma alla fine sono stati annullati.

## Discipline

### Uomini

#### Canoe
Singolo: 200m, 500m, 1000m, 5000m
Doppio: 200m, 500m, 1000m
Quattro: 500m

#### Kayak
Singolo: 200m, 500m, 1000m, 5000m
Doppio: 200m, 500m, 1000m
Quattro: 500m, 1000m

### Donne

#### Canoe
Singolo: 200m, 500m, 5000m
Doppio: 200m, 500m

#### Kayak
Singolo: 200m, 500m, 1000m, 5000m
Doppio: 200m, 500m, 1000m
Quattro: 500m